# Petropavlovsk-Kamtjatskij
|  | For andre betydninger, se Petropavlovsk |
Petropavlovsk-Kamtjatskij (russisk: Петропа́вловск-Камча́тский) er en by i det østlige Rusland grundlagt 1740, den største by på Kamtjatkahalvøen og det administrative center i Kamtjatka kraj. Byen har 162.992(2023) indbyggere. Det er den østligst beliggende by i det euroasiskekontinent. Byen ligger omgivet af vulkaner, bjerge og udsyn til Stillehavet i Avatja-bugten.

## Historie
Petropavlovsk-Kamtjatskij blev grundlagt i 1740  som Petropavlovskij ostrog (russisk: Петропавловский острог) under 2. Kamtjatka-ekspedition under ledelse af Vitus Bering opkaldt efter ekspeditionens to skibe; apostlene Peter og Poul "Svjatoj apostol Pjotr i Pavel" (dansk: Den hellige apostel Peter og Poul).

## Erhverv
I kraft af beliggenheden ud ved Stillehavet har der gennem alle tider været fiskeri, som er grundlag for forskellige former for fiskeindustri, samt skibsværft. Desuden findes et der et havforskningsinstitut i byen.
De naturlige omgivelser danner grundlag for en alsidig turisme med bjørnejagt, bjergbestigning/trekking og fisketure.

## Klima
Grundet nærheden til havet, udlignes de store temperaturudsving, som man finder andre steder i Sibirien. Om vinteren kan forventes temperaturer omkring -8 °C, mens der om sommeren typisk er +10-19 °C. Årets gennemsnit er +1,5 grader Celsius. Nedbøren er 895 mm pr. år med mest nedbør i oktober. Dog falder der som i det øvrige Sibirien store mængder sne om vinteren.

## Venskabsbyer
- Kushiro, Japan
- Unalaska, USA
- Sevastopol, Rusland